# Rättscentrum Sollentuna
Rättscentrum Sollentuna är ett rättscentrum bestående av tre byggnader längs Tingsvägen i kommundelen Tureberg inom Sollentuna kommun, Stockholms län.

## Polishuset
Denna byggnad är den äldsta inom rättscentret och uppfördes åren 1980-81 med adress Tingsvägen 7. Från den 16 mars 1982 inrymdes dåvarande Sollentuna tingsrätt  i byggnaden tillsammans med polisstationen. Då började också begreppet "rättscentrum" användas om den byggnaden. Sedan Attunda tingsrätt flyttat in i det nya tingshuset hyser byggnaden Norrorts polismästardistrikts (efter omorganisation 2015 Polisområde Stockholm Nord) huvudpolisstation samt Norrorts åklagarkammare. Byggnaden ägs och förvaltas av fastighetsbolaget Hemfosa fastigheter. 

## Häktet
Denna byggnad, med adress Tingsvägen 9, inrymmer Häktet Sollentuna med 240 platser. Häktet är förbundet med det närliggande tingshuset medelst en underjordisk gångförbindelse. Bygget startade våren 2008  och häktet kunde invigas i mars 2011.

## Tingshuset

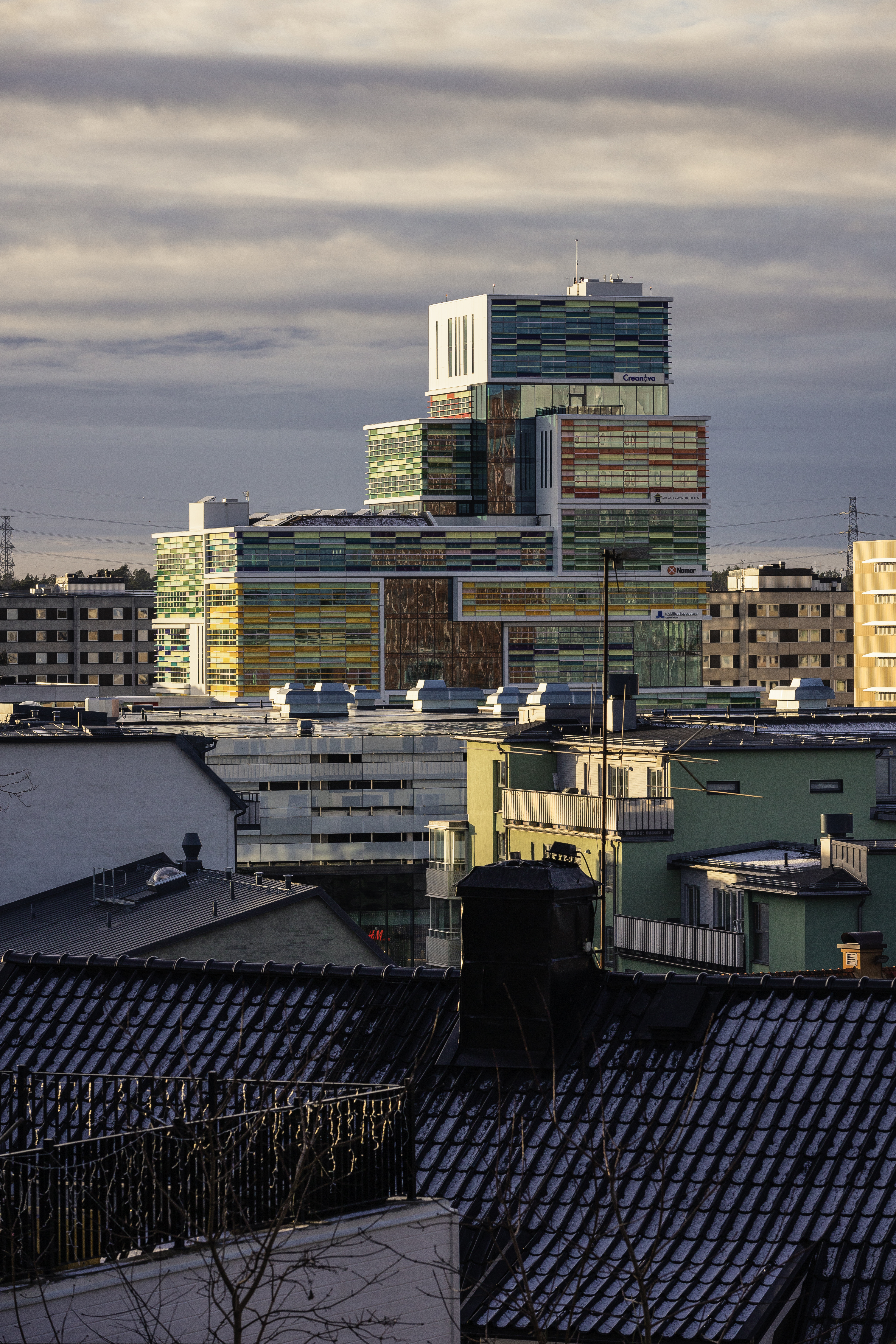
Färgskrapan, Sollentuna.

Det nya tingshuset på Tingsvägen 11 uppfördes samtidigt som häktesbyggnaden och togs i bruk för Attunda tingsrätt den 21 maj 2010. Det ritades av Svante Forsström Arkitekter AB  och uppfördes av Skanska . 2015 offentliggjordes planer på en utbyggnad av tingshuset . Ett höghus om fjorton våningar kommer att uppföras på en parkeringsplats i anslutning till den nuvarande byggnaden. Det kommer att innehålla tolv nya förhandlingssalar.  Arbetet beräknas pågå under åren 2018-2020. Byggnaden, som kallas Färgskrapan kommer förutom tingssalar även att innehålla kontor.